# Condado de Mayes
O Condado de Mayes é um dos 77 condados do Estado norte-americano do Oklahoma. A sede do condado é Pryor Creek, que também é a maior cidade.
A área do condado é de 1770 km² (dos quais 71 km² são cobertos por água), uma população de 38 369 habitantes e uma densidade populacional de 23 hab/km².

## Condados adjacentes
- Condado de Craig (norte)
- Condado de Delaware (leste)
- Condado de Cherokee (sudeste)
- Condado de Wagoner (sul)
- Condado de Rogers (oeste)

## Cidades e vilas
- Adair
- Ballou
- Cedar Crest
- Chouteau
- Disney
- Grand Lake Towne
- Hoot Owl
- Iron Post
- Langley
- Locust Grove
- Mazie
- Murphy
- Pensacola
- Pin Oak Acres
- Pryor Creek
- Pump Back
- Rose
- Salina
- Sams Corner
- Snake Creek
- Spavinaw
- Sportsmen Acres
- Sportsmen Acres Community
- Strang
- Wickliffe